# Pfingstkirche (Frankfurt-Griesheim)

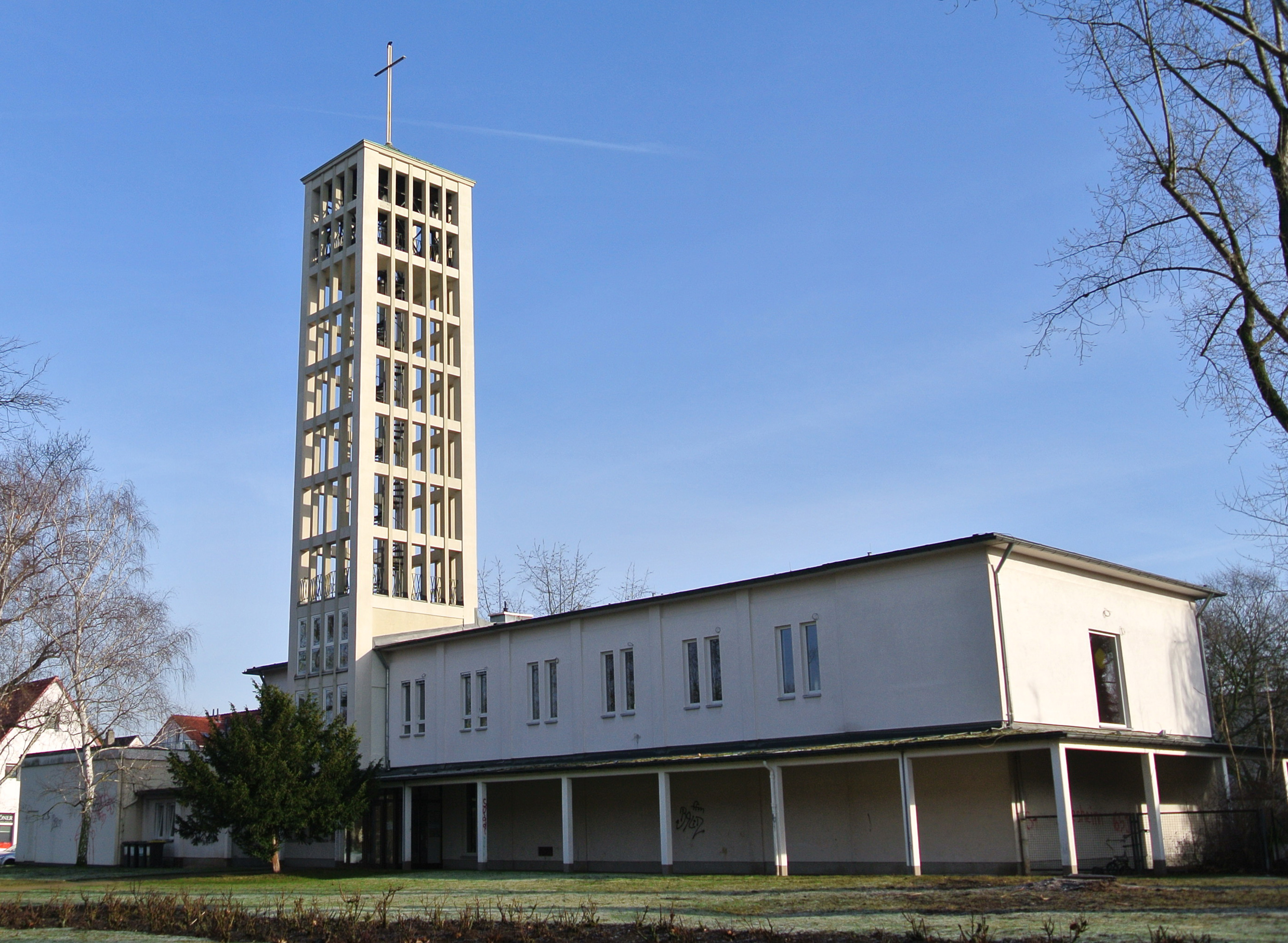
Die evangelische Pfingstkirche in Frankfurt-Griesheim

Die evangelische Pfingstkirche ist ein im Stil der Moderne errichtetes Kirchengebäude in Griesheim, einem Stadtteil der südhessischen Metropole Frankfurt am Main. Die Kirchengemeinde gehört zum Stadtdekanat Frankfurt und Offenbach der Evangelischen Kirche in Hessen und Nassau (EKHN).

## Geschichte
Nach Ende des Zweiten Weltkriegs verzeichnete Griesheim aufgrund des Zuzugs vieler Heimatvertriebener ein starkes Bevölkerungswachstum. Da unter den Neubürgern auch viele Protestanten waren, nahm die Mitgliederzahl der evangelischen Gemeinde ebenfalls deutlich zu, sodass die evangelische Pfarrkirche in Griesheim den Gläubigen nicht mehr ausreichend Platz bot. Daher ließ die Griesheimer Kirchengemeinde 1954 einen neuen Gemeindesaal errichten, der 1966 zur heutigen Pfingstkirche umgebaut wurde. Die Pläne für das Gotteshaus stammen vom Frankfurter Architekten Ernst Görke.

## Glocken
Das Geläut der Pfingstkirche besteht aus vier Glocken, die 1955 und 1967 von der Glockengießerei Rincker im mittelhessischen Sinn gegossen wurden.
| Nr. | Tonlage | Gussjahr | Gewicht | Durchmesser |
| --- | ------- | -------- | ------- | ----------- |
| 1   | f′      | 1967     | 930 kg  | 1150 mm     |
| 2   | g′      | 1955     | 650 kg  | 1025 mm     |
| 3   | b′      | 1955     | 330 kg  | 0840 mm     |
| 4   | c′′     | 1967     | 305 kg  | 0805 mm     |